# Mayer Judit
Mayer Judit (Pozsony, 1923. július 14. – Pozsony, 2015. július 23.) szerkesztő, műfordító.

## Élete
Szülei Mayer Imre és Schrödl Irén voltak.
1941-ben érettségizett a Pozsonyi Állami Magyar Reálgimnáziumban. Egyetemi tanulmányait 1941–1944 között Budapesten a Pázmány Péter Tudományegyetemen kezdte és 1960-ban a pozsonyi Pedagógiai Főiskola magyar szakán fejezte be. 
1946–1954 között hivatalnok volt. 1954-től 1986-os nyugdíjazásáig több csehszlovákiai magyar könyvkiadó (a Szlovák Mezőgazdasági Könyvkiadó magyar szerkesztősége, Tatran Kiadó magyar üzeme, Madách Könyv- és Lapkiadó) szerkesztője. Cseh és szlovák írók műveit, továbbá számos ismeretterjesztő munkát fordított magyar nyelvre. Tevékeny nyelvművelő, 1976-tól a (Cseh)Szlovák Rádió Anyanyelvünk című műsorának állandó munkatársa volt.
A Szlovák Vöröskereszt 1/a (magyar) csoportjának alelnöke, 1990-től a Csehszlovákiai Magyar Anyanyelvi Társaság és a Csemadok tagja volt.

## Elismerései
- 1985/1995 Madách Imre-díj
- 1994 Esterházy János Emlékplakett
- 2001 Ľudovít Štúr Érdemrend III. fokozata
- 2003 Posonium Irodalmi Díj Életműdíja
- 2003 A Szlovák Köztársaság Kormányának Ezüstplakettje
- 2004 Samuel Zoch-díj

## Művei
- 1990 Anyanyelvi hibanapló
- 2003 Magyarosan magyarul